# Куралово (Верхнеуслонский район)
 Куралово  — село в Верхнеуслонском районе Татарстана. Административный центр Кураловского сельского поселения.

## География
Находится в западной части Татарстана на расстоянии приблизительно 17 км на юго-запад от районного центра села Верхний Услон у речки Сулица.

## История
Известно с 1646 года. До революции действовали спиртогонно-винокуренный и сыроваренный заводы.

## Население
Постоянных жителей было в 1782—221 душа мужского пола, в 1859—867, в 1908—863, в 1926—893, в 1938—1292, в 1958—1284, в 1970—1252, в 1979—1373, в 1989—1249. Постоянное население составляло 1181 человек (русские 87 %) в 2002 году, 1210 в 2010.

## Транспорт
Пригородный автобусный маршрут № 132 от казанского автовокзала начал ходить в Куралово с начала 1990-х; в конце 1990-х перенумерован в № 327. После 2007 года отнесён к категории межмуниципальных маршрутов.